# Reto Suri
Reto Suri (* 25. März 1989 in Zürich) ist ein ehemaliger Schweizer Eishockeyspieler, der insgesamt 852 Spiele für den EV Zug, den Genève-Servette HC, den HC Lugano, die Rapperswil-Jona Lakers und den Lausanne HC in der Schweizer National League absolviert hat. Mit der Schweizer Nationalmannschaft gewann er die Silbermedaille bei der Weltmeisterschaft 2013. Seit 2024 arbeitet er als U20-Trainer beim EV Zug.

## Karriere
Reto Suri stammt aus der Juniorenabteilung des EHC Kloten, gewann 2006 mit den U20-Junioren des EHCK die Meisterschaft der Elite-Junioren-A und absolvierte seine ersten Spiele im Männereishockey bei seinem Stammclub. Allerdings konnte sich Suri bei Trainer Anders Eldebrink nicht richtig durchsetzen und so entschloss er sich den Verein zu verlassen.

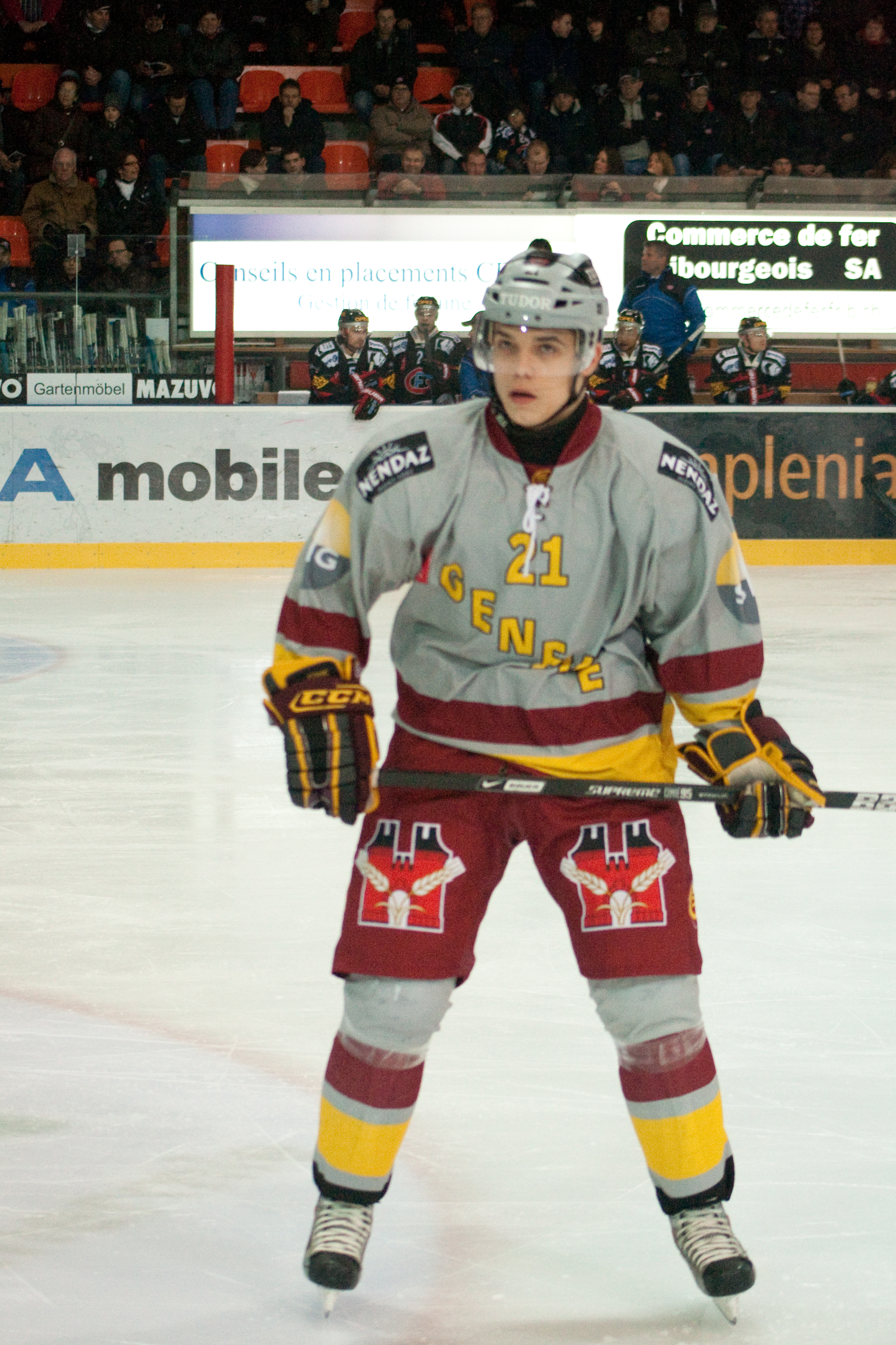
Reto Suri im Trikot des Genève-Servette HC (2010)

Zur Saison 2008/09 wechselte er somit zum Ligakonkurrenten Genève-Servette HC, wo er einen Vertrag über die nächsten zwei Saisons unterzeichnete. In seiner ersten Saison in der Westschweiz absolvierte er 26 Partien für den Genève-Servette HC, wurde jedoch zwischenzeitlich auch an den Lausanne HC in die National League B ausgeliehen. Mit dem LHC gewann er 2009 die Meisterschaft der National League B. In der Saison 2009/10 fand Trainer Chris McSorley aber immer mehr Gefallen an der Spielweise und Entwicklung von Suri und machte ihn zum Stammspieler. Nach einer erfolgreichen Qualifikationsphase mit dem Genève-Servette HC gelang es Suri vor allem in den nachfolgenden Playoffs zu zeigen, welches Potential in ihm steckt und half mit, dass seine Mannschaft erst im Playoff-Final gegen den SC Bern als Verlierer vom Eis musste.
Nach Abschluss der Saison 2010/11 entschied sich Suri in die Deutschschweiz zurückzukehren und unterzeichnete bei den Rapperswil-Jona Lakers einen Zweijahresvertrag. Obwohl die Saison für das Team insgesamt enttäuschend verlief und man erst im Playout-Finale gegen den HC Ambrì-Piotta den Ligaerhalt schaffte, war diese Saison für Suri persönlich die bisher produktivste. In insgesamt 59 Partien erzielte er 18 Tore und 16 Assists.
Im Dezember 2011 entschied sich Suri, seinen 2012 auslaufenden Vertrag bei den Lakers nicht zu verlängern, sondern ab der Saison 2012/13 für den EV Zug zu spielen, wo er einen Dreijahresvertrag unterzeichnete. Im Juni 2016 unterschrieb er einen Zweijahresvertrag bei den Tampa Bay Lightning aus der National Hockey League, verblieb aber beim EV Zug und absolvierte letztlich kein einziges Spiel für Tampa. In der Saison 2013/14 wurde er Postfinance Topscorer mit 36 Punkten.
Im Frühjahr 2017 erreichte er mit dem EVZ das Playoff-Finale. Im November 2018 unterschrieb Reto Suri einen Zweijahresvertrag beim HC Lugano, der ab der Saison 2019/20 gilt. Für den EV Zug sammelte Suri bis zum Ende der Saison 2018/19 in 395 Spielen insgesamt 259 Scorerpunkte. Zudem gewann er mit dem Club 2019 den Swiss Ice Hockey Cup. Zur Saison 2021/22 kehrte er zum EV Zug zurück und erhielt einen Vertrag bis 2024.
Nach der Saison 2023/24 beendete er seine Spielerkarriere nach 852 National-League-Spielen, 38 Einsätzen in der Champions Hockey League Partien und 89 Länderspielen und wurde U20-Trainer beim EV Zug.

### International
Suri absolvierte insgesamt 49 Partien für die U18-, U19- und U20-Auswahlen seines Landes. Während der Saison 2010/11 wurde er auch erstmals für die Schweizer Nationalmannschaft aufgeboten. Bei der Weltmeisterschaft 2013 in Stockholm und Helsinki wurde er erstmals in den WM-Kader der Herren-Nationalmannschaft berufen und errang mit diesem die Silbermedaille. In den folgenden Jahren nahm er an den Olympischen Winterspielen 2014 sowie den Weltmeisterschaften 2014, 2015 und 2017 teil.
Für die Schweizer Nationalmannschaft absolvierte Suri bis November 2018 insgesamt 87 Länderspiele.

## Erfolge und Auszeichnungen
- 2006 Meister der Schweizer U20-Meisterschaft (Elite Junior A) mit dem EHC Kloten
- 2009 Meister der National League B mit dem Lausanne HC
- 2013 Silbermedaille bei der Weltmeisterschaft
- 2019 Gewinn des Swiss Ice Hockey Cups mit dem EV Zug
- 2022 Schweizer Meister mit dem EV Zug

## Karrierestatistik

### International
Vertrat die Schweiz bei:
| - U18-Junioren-Weltmeisterschaft 2007 - U20-Junioren-Weltmeisterschaft 2008 - Weltmeisterschaft 2013 - Olympische Winterspiele 2014 | - Weltmeisterschaft 2014 - Weltmeisterschaft 2015 - Weltmeisterschaft 2017 |

(Legende zur Spielerstatistik: Sp oder GP = absolvierte Spiele; T oder G = erzielte Tore; V oder A = erzielte Assists; Pkt oder Pts = erzielte Scorerpunkte; SM oder PIM = erhaltene Strafminuten; +/− = Plus/Minus-Bilanz; PP = erzielte Überzahltore; SH = erzielte Unterzahltore; GW = erzielte Siegtore; 1 Play-downs/Relegation; Kursiv: Statistik nicht vollständig)